# Wolfgang Dreysse

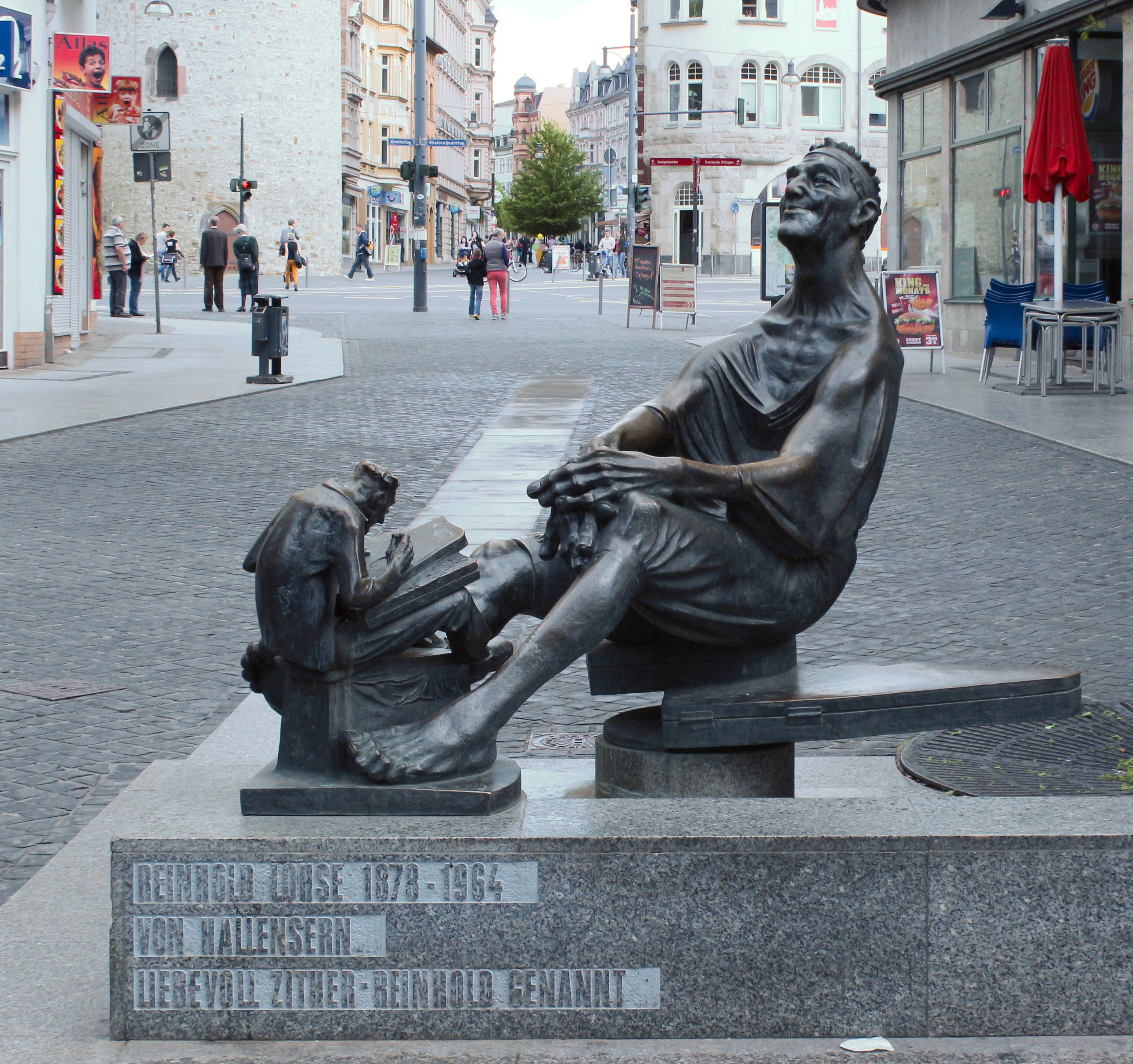
Zither-Reinhold-Brunnen von Wolfgang Dreysse in Halle (Saale)

Wolfgang Dreysse (* 12. Juni 1947 in Sömmerda) ist ein deutscher Bildhauer und Hochschullehrer.

## Leben
Von 1954 bis 1966 besuchte Dreysse die Grundschule sowie die Erweiterte Oberschule in Sömmerda. 1966 schloss er die Schulbildung mit Abitur und Facharbeiterabschluss als Rundfunkmechaniker ab. 1966 begann er ein sechsjähriges Studium an der Burg Giebichenstein Kunsthochschule Halle, wo er die Fächer „Technische Formgestaltung“ und „Holzgestaltung“ bei Hans Brockhage sowie später „Wandmalerei“ bei Lothar Zitzmann und „Plastik“ bei Gerhard Lichtenfeld belegte. Nach dem Studium arbeitete Dreysse freischaffend ab 1972 in Quedlinburg. 1975 trat er in den Verband Bildender Künstler der DDR Bezirk Halle ein und wurde 1978 Mitglied der „Sektionsleitung Bildhauer“. Ab 1987 gehörte er der „Zentralen Sektionsleitung (ZSL) Plastik“ an.
Sein erstes Werk für den öffentlichen Raum war eine einer Fabel nachempfundenen Brunnenplastik für seine Studienstadt Halle (Saale), die 1977 seiner Bestimmung übergeben wurde. Einem geschichtlichen Thema widmete er sich 1978/79, als er auch von seinem Wohnort Quedlinburg einen Auftrag erhielt, und zwar schuf er eine bronzene Musikantengruppe, die die sogenannten „Münzenberger Musikanten“ darstellt. Diese böhmischen und ungarischen Flüchtlinge des Dreißigjährigen Krieges mussten sich auf dem Münzenberg ansiedeln und durften kein Handwerk und keinen Handel betreiben, weswegen sie „Bettelmusikanten“ geworden waren. Dreysse verband mit seiner Figuren-Ausführung in zeitloser und neutraler Kleidung den Wunsch nach Aufrechterhaltung der musikalischen Tradition der Stadt. Von 1982 bis 1983, in nur 14 Monaten, bearbeitete er ein jüngeres geschichtliches Thema: den Kupferschieferbergbau, der im Mansfelder Land einige Jahre zuvor zu Ende gegangen war. Der Knappenbrunnen wurde in der Fußgängerzone der Lutherstadt Eisleben im Auftrag des Mansfeld-Kombinats „Wilhelm-Pieck“ errichtet. Die Gussarbeiten für die acht Bergwerksberufstypen hatten unter des Künstlers Aufsicht und Mithilfe beim Ziselieren in Hettstedt stattgefunden. In den Jahren des politischen Umbruchs in der DDR, etwa von 1988 bis 1992, war Dreyssen an einer Vielzahl weiterer Projekte beteiligt, zum Beispiel 1989 in Friedrichsbrunn für das neue FDGB-Gästehaus oder das Stadtzentrum von Halle-Neustadt, die beide schon 1983 in Planung waren. Einen direkten Bezug zur Wiedervereinigung Deutschlands hat die 1992 in Hameln nahe der Marktkirche St.Nicolai aufgestellte, an eine an ihrer Bruchstelle wieder zusammengeschobene Litfaßsäule erinnernde Skulptur mit dem Titel Öffnung.
Von 1991 bis 1994 war er künstlerisch-wissenschaftlicher Mitarbeiter an der Architekturfakultät der TU Braunschweig unter Jürgen Weber. Von 1994 bis 2012 hatte er eine Professorenstelle für Bildnerische Grundlagen/Plastik an der Burg Giebichenstein Kunsthochschule Halle inne. Anlässlich seines Ausscheidens aus dem aktiven Lehrkörper präsentierte er im September/Oktober 2012 im Museum Schloss Bernburg eine Ausstellung eigener Werke nebst Werken seiner Schüler. Die verwendeten Materialien seiner – im Verhältnis zu den Skulpturen im öffentlichen Raum – kleinformatigen Werke sind Metall, Holz, Keramik und Gips. Er fertigt zudem Druckgrafiken und Zeichnungen an.
Seine letzte Arbeit in der großflächigen beziehungsweise aufragenden Art, die ihn bekannt gemacht hat, ist die Trilogie von Bronze-Ensembles in Sömmerda. Alle drei Kunstwerke fallen in die Rubrik „bespielbare Stadtmöblierung“. Die erste, Pamona genannte Skulpturengruppe wurde 2010 der Öffentlichkeit übergeben, die zweite mit dem Namen Fortuna-Brunnen vier Jahre später, und noch einmal vier Jahre später, also 2018, soll das momentan in Arbeit befindliche Minerva-Szenarium, das neben der namensgebenden, mehr als zwei Meter hohen Göttin der Weisheit auch mit dem in Sömmerda geborenen Pädagogen Christian Gotthilf Salzmann aufwarten wird, fertiggestellt sein. Ein Buch über alle drei Kunstobjekte und deren Verbindung zur Stadtgeschichte soll außerdem noch herausgegeben werden.
Wolfgang Dreysse ist seit 1970 mit Roswitha Dreysse, einer diplomierten Malerin und Gemälderestauratorin, verheiratet. Beide betreiben zusätzlich zu ihren Berufen eine Galerie in Quedlinburg.

## Zitate
„Plastik in der Architektur ist wichtig, und Plastik muss man anfassen, gebrauchen können. Die Menschen möchten Plastik nicht nur mit den Augen erfassen, sondern auch mit den Händen – ein wichtiges Kriterium für Funktionieren von Plastik. Meine „Vier Musikanten“ auf dem Quedlinburger Marktplatz sind regelrechte Kletterplastiken für Kinder geworden, die Musikanten-Köpfe glänzen teilweise schon vom vielen Anfassen. Besonders in Neubaugebieten ist Plastik und viel Grün wichtig, damit die Menschen sich wohl fühlen, damit sie ihre Bedürfnisse nach vielfältigen Sinneseindrücken realisieren können.“

„Meine Interessen gelten: den Zusammenhängen von Architektur und Skulptur in öffentlichen Räumen, der ästhetisch-inhaltlichen Ausdruckskraft der vielfältigsten natürlichen wie künstlichen Materialien, der emotionalen Wirkung von Farbe auf der dreidimensionalen Form, die für den jeweiligen materiellen Bearbeitungsvorgang charakteristische plastische Tektonik und Struktur, bildhauerisches im gleichen Maße wie plastisches Annähern an die Form, bildnerische Gestaltungs- und Wahrnehmungstheorien.“

## Ehrungen
- 1978: Gustav-Weidanz-Preis
- 1979: Preis der I. Internationalen Jugendtriennale der Zeichnung, Nürnberg

## Arbeiten im öffentlichen Raum (Auswahl)
- 1977: Esel und Uhu (nach einer Fabel von Iwan Andrejewitsch Krylow), Gruppenplastik für einen Trinkbrunnen in Halle-Neustadt, Bronze/Stein
- 1979: Die Münzenberger Musikanten, Figurengruppe auf dem Marktplatz in Quedlinburg, Bronze/Stein, 2013 unter Mitwirkung des Künstlers zum Brunnen umgestaltet[18]
- 1983: Knappenbrunnen im Zentrum der Lutherstadt Eisleben, Bronze/Kalkstein
- 1983: Drahtseilwerker, Großplastik vor dem Haupttor der VEB Draht- und Seilwerke Rothenburg, Rothenburg (Saale), Bronze, im November 1983 eingeweiht,[5] aber offenbar nicht mehr vorhanden
- 1985: Zur Geschichte Halberstadts, Bildsäule in der Nähe zum Bahnhof in Halberstadt, Polyesterstein (farbig)
- 1988: Generationen, Brunnen mit zwei Figuren, im Stadtzentrum von Halle-Neustadt, Bronze/Stein
- 1988: Väter und Söhne, Relief im Auftrag des Zentralvorstandes des VBK-DDR, Polyesterstein (farbig)
- 1989: Rufen und Hören, männliche Aktfiguren in der Halle-Neustädter Zentrumspassage, zunächst Teil eines Wasserspiels, nach einer Platzumgestaltung ohne Wasserspiel näher zusammengerückt,[19] Bronze/Stein
- 1989: Macht und Ohnmacht oder Der Dreißigjährige Krieg, Ensemble aus Skulpturen und Reliefs für den Park eines FDGB-Gästehauses in Friedrichsbrunn/Harz, Polyesterstein (farbig)
- 1990: Dorothea Erxleben, Porträtrelief am Geburtshaus der Dorothea Christiane Erxleben in Quedlinburg, Bronze
- 1992: Öffnung (drei Meter hohe Säulen-Skulptur zu den Ereignissen vom Herbst 1989 und später) für den Pferdemarkt (Marktplatz) in Hameln, Bronze/Stein
- 1995: Bronzereliefs zu 1000 Jahre Quedlinburg, Kulturerbe von Weltrang am Portal des Rathauses zu Quedlinburg
- 1999: figürliche Teilausstattung am Märchenturm im Europa-Rosarium Sangerhausen
- 1999: Komposition zum Thema „Hl. Martin“, Lyonel-Feininger-Galerie (Außenraum), Quedlinburg
- 1999: figürliche Komposition, Relief, zum Thema „Otto III“, Städtisches Museum Quedlinburg
- 2000: Eulenspiegelbrunnen im Altstadtbereich von Bernburg (Saale)
- 2000: Romantische Straße, Brunnen im Bürgerbüro des Rathauses zu Walsrode
- 2001: Zither-Reinhold-Brunnen, Brunnen mit Figurenpaar am Leipziger Turm in Halle (Saale), Bronze/Stein
- 2001: Heiliger Martin von Tours, Skulptur über dem Westportal der Ratskirche St. Martini zu Minden, Stein
- 2005: Der Heilige Nepomuk, Brückenskulptur zu Eberbach am Neckar
- 2007: Das Kuckucksmahl, Bildsäule, Eberbach am Neckar, Bronze
- 2010: Pomona, Skulpturengruppe am Wenigensömmerschen Tor in Sömmerda, Bronze/Stein
- 2014: Fortuna-Brunnen, Brunnen mit Skulpturengruppe auf dem Obermarkt in Sömmerda, Bronze/Granit
- Fertigstellung 2018:[16] Minerva, Skulpturengruppe zwischen Pfarrhaus und Bonifaziuskirche in Sömmerda, Bronze/Stein

## Weitere Werke (Auswahl)
- 2005: Wiese, Plastik
- 2006: Balance, Zeichnung
- ?: Vor Harzlandschaft, Druckgrafik
- ca. 2014: Narrenschiff, Plastik

## Ausstellungen (Auswahl)
- 1973: Dessau, Schloss Mosigkau („10. Sommerausstellung. Bildhauer des Bezirks Halle“)

- 1976: Pädagogische Fachschule für Kindergärtnerinnen, Ballenstedt
- 1977: Kunsthoken, Quedlinburg
- 1978: Städtisches Museum, Halberstadt
- 1978: Junge Künstler der DDR ’78, Galerie Junge Kunst, Frankfurt (Oder)
- 1978/79: Staatliche Galerie Moritzburg, Halle (Saale)
- 1979: I. Internationale Jugendtriennale der Handzeichnungen, Nürnberg,
- 1979, 1984: Bezirkskunstausstellung, Halle (Saale)
- 1987/88: X. Kunstausstellung der DDR, Dresden
- 1987: Wirklichkeit und Bildhauerzeichnung, Galerie Rähnitzgasse/Zentralhaus für Kulturarbeit, Dresden
- 1989: Bildhauer aus Halle, Galerie Marktschlößchen/Galerie Roter Turm, Halle (Saale)
- 1990: Schloßmuseum, Quedlinburg
- 1991: Rathaus, Erftstadt (bei Köln)
- 1992: Künstlergruppe Q-ART, Hochzeitshaus, Hameln
- 1994: Städtisches Museum und St. Martini Kirche, Minden/Westfalen
- 1996: Kunst aus den Partnerstädten, Rathaus Gernrode/Harz und Rathaus Walsrode
- 1997: Siebeldinger Kunstwoche, Wilhelmshof/Pfalz
- 1999: Prozeßhaftes Gestalten, Lyonel-Feininger-Galerie, Quedlinburg
- 1999: Kunst und Rosen, Europa-Rosarium Sangerhausen
- 2000: Zeichnungen und Skulpturen, Grafik Museum Stiftung Schreiner, Bad Steben
- 2006: Malerei und Skulptur. Roswitha und Wolfgang Dreysse, Foyer des Rathauses Eberbach
- 2012: Bildnisse. Zeugnisse der Symbiose zwischen Bildhauerei und Designausbildung, Museum Schloss Bernburg, Bernburg
- 2016: PorträtKöpfe, Galerie-Café Haus Sonnenschein, Gernrode

## Kataloge
- 1999: Werkekatalog des Bildhauers Wolfgang Dreysse, Quedlinburg
- 1999: Prozeßhaftes Gestalten. Aus Anlaß der Ausstellung Wolfgang Dreysse, Prozeßhaftes Gestalten in der Lyonel-Feininger-Galerie Quedlinburg vom 5. Juni bis 14. November 1999
- 2001: Wolfgang Dreysses Heiliger Martin über dem Westportal St. Martin zu Minden, ISBN 978-3-00-008062-3